# Кішоргандж (зіла)
Кішоргандж (бенг. কিশোরগঞ্জ জেলা) — округ на північному сході Бангладеш, в області Дакка. Утворений 1984 року з частини території округу Міменсінгх. Адміністративний центр — місто Кішоргандж. Площа округу — 2689 км². За даними перепису 2001 року населення округу становило 2 525 221 чоловік. Рівень писемності дорослого населення становив 21,94 %, що значно нижче за середній рівень по Бангладеш (43,1 %). 92,1 % населення округу сповідувало іслам, 7,2 % — індуїзм.

## Адміністративно-територіальний поділ
Округ складається з 13 підокругів.
Підокруги (центр)
1. Аштаграм (Аштаграм)
2. Баджитпур (Баджитпур)
3. Бхайраб (Бхайраб)
4. Хоссайнпур (Хоссайнпур)
5. Ітна (Ітна)
6. Карімгандж (Карімгандж)
7. Катіаді (Катіаді)
8. Куліарчар (Куліарчар)
9. Кішоргандж-Садар (Кішоргандж)
10. Мітхамайн (Мітхамайн)
11. Ніклі (Ніклі)
12. Пакундія (Пакундія)
13. Тарайл (Тарайл)